# Марсилий Ингенский
Марсилий Ингенский (Inghen или Marsilius Ingenuus; 1335—1340 — 20 августа 1396, Гейдельберг) — учёный XIV века.

## Биография
Ученик схоласта Оккама, в 1367 и 1371 годах лектор Парижского университета.
В основанном Рупрехтом I Гейдельбергском университете Марсилий в 1386 году был избран первым ректором (отсюда его прозвище: lux et origo Heidelbergensis scholae).
Марсилий оставил значительное число богословских, философских и медицинских сочинений, из которых особую известность получила работа «Quaestiones in quattuor libros sententiarum». Марсилий был приверженцем номинализма в Германии, где до тех пор господствовал реализм. Марсилий во многом опирался на Аристотеля.
Марсилий Ингенский умер 20 августа 1396 года в городе Гейдельберге.